# The Revenge of Pancho Villa
The Revenge of Pancho Villa (ook wel bekend als La venganza de Pancho Villa) is een Amerikaanse dramafilm uit 1936. De film bestaat uit fragmenten van een aantal documentaires en fictieve films gebaseerd op het Pancho Villa die aan elkaar gemonteerd zijn om een geheel nieuwe film te vormen. De film werd in 2009 toegevoegd aan het National Film Registry.